# خطوط دلتا الجوية الرحلة 1080
الرحلة 1080 على خطوط دلتا الجوية، هي حادثة جوية مع الطائرة لوكهيد إل-1011-1 تراي ستار التابعة لخطوط دلتا الجوية، وتحمل رقم التسجيل :N707DA. حيث قامت الطائرة برحلة من سان دييغو إلى لوس أنجلوس في 12 أبريل 1977م، وكانت تحمل على متنها 41 راكباً و11 فرداً من أفراد الطاقم، بقيادة الكابتن جاك ماكمهان البالغ من العمر 54 عاماً، والمساعد أول ويلبر إدوارد رادفورد البالغ من العمر 41 عاماً، ومهندس الرحلة ستيفن هيدت البالغ من العمر 32 عاماً.

## الطاقم
- الكابتن جاك ماكماهان، (ولد في 13 مايو 1922م بمدينة أتلانتا - توفي في 11 مايو 1994م بمدينة أتلانتا)، كان يبلغ من العمر 54 عاما وكان طياراً لطائرة غرومان إف 4 إف ويلدكات التابعة لقوات مشاة بحرية الولايات المتحدة في الحرب العالمية الثانية من 1 يونيو 1942م حتى 30 أبريل 1945م، وقد خدم مع قوات مشاة بحرية الولايات المتحدة من 1 يونيو 1942م حتى 17 سبتمبر 1959م، وخدم في شركة خطوط دلتا الجوية من 18 سبتمبر 1959م، وكانت لديه خبرة 17 عاما و3 أشهر و18 يوما مع قوات مشاة بحرية الولايات المتحدة، وطياراً لشركة خطوط دلتا الجوية لمدة 17 عاما و6 أشهر و26 يوما في يوم الحادثة.
- المساعد أول ويلبر إدوارد رادفورد، (ولد في 11 مايو 1935م بمدينة ماريتا)، كان يبلغ من العمر 41 عاما، وكانت لديه خبرة 21 عاما مع شركة خطوط دلتا الجوية في يوم الحادثة.
- مهندس الرحلة ستيفن هيدت، (ولد في 20 يوليو 1944م بمدينة ماريتا)، كان يبلغ من العمر 32 عاما كانت لديه خبرة 10 أعوام مع القوات الجوية الأمريكية، وخلالها خدم في حرب فيتنام، وكانت لديه خبرة 3 أعوام مع شركة خطوط دلتا الجوية في يوم الحادثة.

## الحادثة
بدأ طاقم الرحلة الإقلاع قبل منتصف الليل وعندما وصلت الطائرة لسرعة 126 عقدة/س (233 كم/س)، ارتفعت مقدمة الطائرة للأعلى، وعندها أمسك الكابتن جاك ماكماهان بعصا التحكم لأسفل لدفع مقدمة الطائرة إلى الأسفل لإكمال عملية الإقلاع، وكان الإقلاع روتينيا. وعلى ارتفاع 400 قدم (120 مترًا) عن سطح الأرض، ارتفعت مقدمة الطائرة لأعلى مرة أخرى واستخدم الطياران التقليم اليدوي والآلي للطائرة ولكنهما لم يعملا، فأمر الكابتن جاك ماكماهان مهندس الرحلة ستيفن هيدت بتفقد الأنظمة الهيدروليكية، عندها أعاد الأزرار للوضع السابق المتعلق بتقليم الطائرة أو ديناميكا الطيران. تفقد المساعد أول ويلبر إدوارد رادفورد أضواء إنذارات قمرة القيادة للتأكد من عملها وأنهوا قائمة التفقد لحالات الطوارئ ولكنهم لم يعرفوا لماذا ترتفع الطائرة إلى أعلى، فأعلنوا حالة الطوارئ لمراقبي الحركة الجوية في كاليفورنيا.
قام كلاً من الكابتن جاك ماكماهان والمساعد أول ويلبر إدوارد رادفورد بدفع عصا التحكم بقوة للأمام لدفع الطائرة إلى أسفل، ولكن الطائرة تابعت الصعود لأعلى أكثر بكثير؛ مما يخفض سرعة الطيران حول الطائرة، وإذا لم يخفض الطاقم مقدمة الطائرة لأسفل ستنهار سرعة الطيران.
دفع الكابتن جاك ماكماهان قوة دفع المحركات للوراء قليلاً مما أدى إلى خفض مقدمة الطائرة قليلًا وعاد الطاقم يتحكم بالطائرة وزود الكابتن جاك ماكماهان قوة دفع المحرك الأوسط رقم 2، ولأن المحرك رقم 2 في وسط ذيل الطائرة فإن قوة الدفع تجعل مقدمة الطائرة تنزل ببطء كلما ازدادت سرعة الطائرة حتى وصلوا إلى ارتفاع 10 الآف قدم (3 كم). دخلت مضيفة الطيران جاين هوبير البالغة من العمر 31 عامًا قمرة القيادة وأخبرها مهندس الرحلة ستيفن هيدت بأن ترجع لمقصورة الركاب وتشد حزام مقعدها، وأمر بتحريك ركاب الطائرة الواحد والأربعون شخصًا للأمام لمحاولة خفض مقدمة الطائرة وتوزان الطائرة.

## الهبوط

### اختيار أقرب مطار للهبوط الاضطراري
ناقش الطاقم مكان الهبوط بالطائرة، حيث رفضوا العودة إلي سان دييغو بسبب الطقس السئ، وكانوا يريدون الهبوط بمطار بالمدايل المحلي بمدينة بالمديل، أو قاعدة إدواردز الجوية المتوافرين، ولكنهم أغلقوا عند الساعة 10 مساءًا. وكان مطار فينيكس سكاي هاربر الدولي، ومطار ماكاران الدولي متوفرين أيضاً، ولكن الاضطرابات الجوية في جبال سييرا نيفادا ستجعل التحكم بالطائرة مستحيلآ؛ فقرروا متابعة الرحلة لمطار لوس أنجلوس الدولي والمطار محاط بالغيوم، لكنه الخيار الوحيد للهبوط الاضطراري. أعطي مراقبي الحركة الجوية في كاليفورنيا إحداثيات للإتجاه من الشرق نحو لوس أنجلوس ولكن الكابتن جاك ماكماهان رفض ذلك؛ بسبب الضواحي المكتظة بالسكان وقرروا الاتجاه من الغرب نحو لوس أنجلوس قادمين عبر المحيط الهادي.

### كيفية الهبوط
حاول الطاقم معرفة كيفية الهبوط بالطائرة، لكنهم لن يستطيعوا دفع الطائرة إلى أسفل؛ لأن الطائرة سوف تتخطي المدرج وتتحطم في الضواحي المكتظة بالسكان، وخافوا أيضاً من ارتفاع مقدمة الطائرة، وانهيار سرعة الطيران عند الهبوط، فقرروا فقط تمديد القلابات ولكنه قد يزيد سرعة الطائرة ويجعل الهبوط بالمطار صعبا، وبدأوا الهبوط نحو لوس أنجلوس.
أخبر المساعد أول ويلبر إدوارد رادفورد الكابتن جاك ماكماهان بأن سيارات الإطفاء والإسعاف مستعدة للأسوء. أخفض الطاقم عجلات الهبوط للطائرة فتسبب بتمسك وسط الطائرة بالجاذبية، مما أدى إلى رفع مقدمة الطائرة مرة أخرى، ودفع الكابتن جاك ماكماهان عصا التحكم لأسفل وزود قوة دفع المحرك رقم 2، وخفض قوة دفع المحركين رقم 1 و3، وهبطوا بسلام على المدرج 6 آر لمطار لوس أنجلوس الدولي وشحنوا الطائرة لبوابة قسم المطار.

## التحقيق
بعد وصول محققي شركة لوكهيد وإدارة الطيران الفيدرالية، بالإضافة إلى المجلس الوطني لسلامة النقل، إلى مطار لوس أنجلوس الدولي، اكتشفوا أن الروافع اليسرى للطائرة كانت قد علقت في وضعية مرتفعة. كانت المياه من السديم والأمطار والضباب السائدة قد تسببت في تجمعها وتعليق الروافع اليسرى في وضعية مرتفعة.
تأثرت أساسيات الروافع بسبب دخول المياه الناجم عن حدوث التغييرات في الضغط، مما تسبب في تعليق الروافع في وضعية مرتفعة. عندما بدأت الطائرة بعملية الإقلاع، تحطمت الروافع اليسرى في وضعية مرتفعة، وتجمدت في هذا الوضع، دون أن يصدر أي إنذار في قمرة القيادة يشير إلى انعدام عمل الروافع.
بعد إجراء تفتيش شامل على طائرات أخرى، تم اكتشاف وجود نفس العيب في عدة طائرات، مما دفع بإصدار توجيهات لإصلاح الطوارئ على هذه الطائرات. حادثة مماثلة وقعت في 5 يونيو 1977، حيث فُحصت روافع طائرة لوكهيد إل-1011-1 تراي ستار التابعة للخطوط الجوية البريطانية، وبناءً على ذلك، صُمِّم نظام لتجنب دخول المياه إلى روافع الطائرات من هذا الطراز قبل كل عملية إقلاع.

## بعد الحادثة
كُرِّم الكابتن جاك ماكماهان بجائزة إدارة الطيران الفيدرالية للخدمة المتميزة وكرم كلا من المساعد أول ويلبر إدوارد رادفورد ومهندس الرحلة ستيفن هيدت بشهادات إدارة الطيران الفيدرالية للثناء.
توفي الكابتن جاك ماكماهان في 11 مايو 1994 قبل يومين من يوم عيد ميلاده الثاني والسبعون عاما.